# Uropachylus
Genre
Synonymes
- Ypiranga Mello-Leitão, 1922
- Japyra Mello-Leitão, 1934:

Uropachylus est un genre d'opilions laniatores de la famille des Gonyleptidae.

## Distribution
Les espèces de ce genre sont endémiques du Brésil.

## Liste des espèces
Selon World Catalogue of Opiliones (15/09/2021) :
- Uropachylus anthophilus (Mello-Leitão, 1926)
- Uropachylus gratiosus Soares & Soares, 1954
- Uropachylus itatiaia Soares & Soares, 1970
- Uropachylus nasutus Soares & Soares, 1947
- Uropachylus striatus Mello-Leitão, 1922
- Uropachylus ypiranga (Mello-Leitão, 1922)

## Publication originale
- Mello-Leitão, 1922 : « Some new Brazilian Gonyleptidae. » Annals and Magazine of Natural History, sér. 9, vol. 9, p. 329–348 (texte intégral).